# Inundațiile din iulie 2021 din Belgia
Inundațiile din iulie 2021 din Belgia au făcut parte dintr-o serie de inundații grave care au afectat Europa de Vest începând cu data de 13 iulie. În Belgia, cele mai lovite au fost provinciile Liège, Namur, Hainaut, Luxemburg, Brabantul Valon, Limburg, Flandra de Vest și Regiunea Capitalei Bruxelles. În afara importantelor pagube materiale, 42 de persoane și-au pierdut viața și o persoană era în continuare dată dispărută după aproape două săptămâni de la evenimente. Pentru 120 de comune a fost declarată imediat starea de catastrofă naturală. A fost declanșată și o procedură prin care comunelor afectate li se permite să introducă solicitări pentru Recunoașterea unei calamități naturale publice.
Inundațiile din iulie 2021 au reprezentat catastrofa naturală cu cele mai multe victime din istoria Belgiei.

## Gestiunea crizei

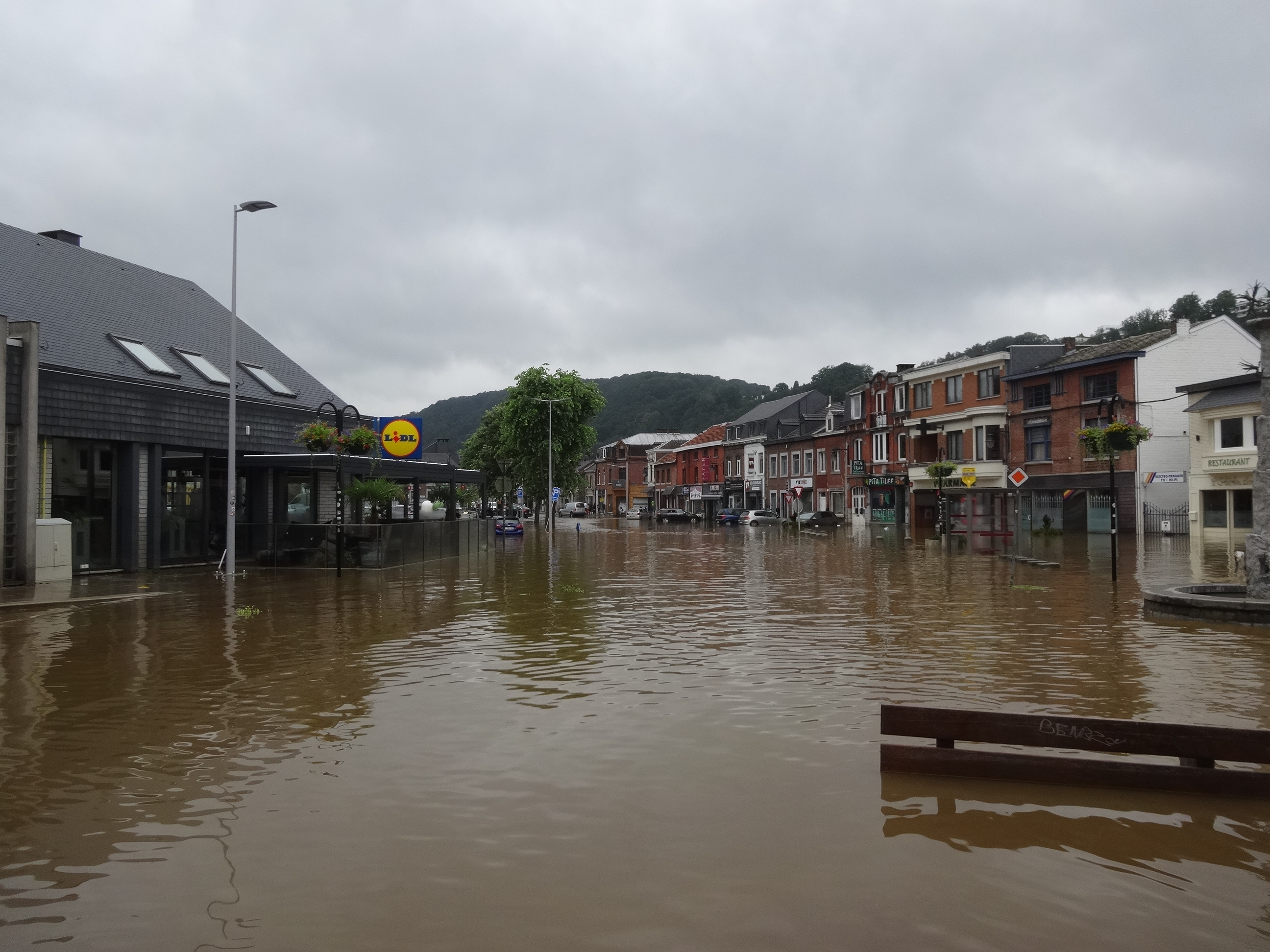
Inundații la Tilff, pe 16 iulie 2021.

Având în vedere gravitatea situației, guvernul valon a declanșat planul pentru urgențe financiare, cu scopul de a veni în ajutorul populației sinistrate. Banii au fost destinați finanțării intervențiilor urgente (evacuarea deșeurilor, curățare, etc.) din comunele afectate. Ministrul federal pentru Clasele Mijlocii, David Clarinval, a anunțat și anularea obligativității efectuării plăților cotizațiilor sociale de către persoanele fizice care au avut de suferit în urma inundațiilor.
Ministrul federal de Interne, Annelies Verlinden, a declanșat faza federală de urgență ca urmare a inundațiilor.
Regele Filip și Regina Mathilde s-au deplasat la Chaudfontaine și Pepinster, comunele cele mai afectate de inundații, pentru a-și exprima susținerea față de populația locală.
Ministrul-președinte valon, Elio Di Rupo, a afirmat că sinistrații vor primi credite cu dobândă zero, în valoare de 2.500 € pentru persoanele private și 50.000 € pentru persoanele fizice.
Societatea de transport feroviar NMBS/SNCB a anunțat că va permite accesul și staționarea gratuită în mai multe parcări pe care le deține în vecinătatea unora din gările sale, până la calmarea situației. Loteria Națională a Belgiei a decis deblocarea a 1.000.000 € pentru ajutorarea de urgență a persoanelor afectate, banii fiind transferați în contul Crucii Roșii.
Pe lângă pierderile de vieți omenești și miile de persoane rămase fără adăpost, calamitățile au generat și circa 1,5 milioane de tone de deșeuri în doar câteva zile: mașini de spălat, piese de mobilier, obiecte din plastic, substanțe chimice, ape uzate din canalizări, bucăți de clădiri sau mașini. Spre exemplu, între 40.000 și 50.000 de autovehicule au fost avariate sau complet distruse, nemaiputând fi folosite. Această situație a creat o criză suplimentară, fiind necesară evacuarea rapidă a cantităților uriașe de deșeuri înainte ca acestea să prezinte un risc la adresa sănătății publice. Din cauza urgenței și a faptului că instalațiile de reciclare au fost complet depășite de volumul enorm, s-a decis ca majoritatea deșeurilor să fie îngropate în depozite subterane sau incinerate, în loc să fie reciclate, așa cum prevăd regulamentele Uniunii Europene.

### În provincia Liège

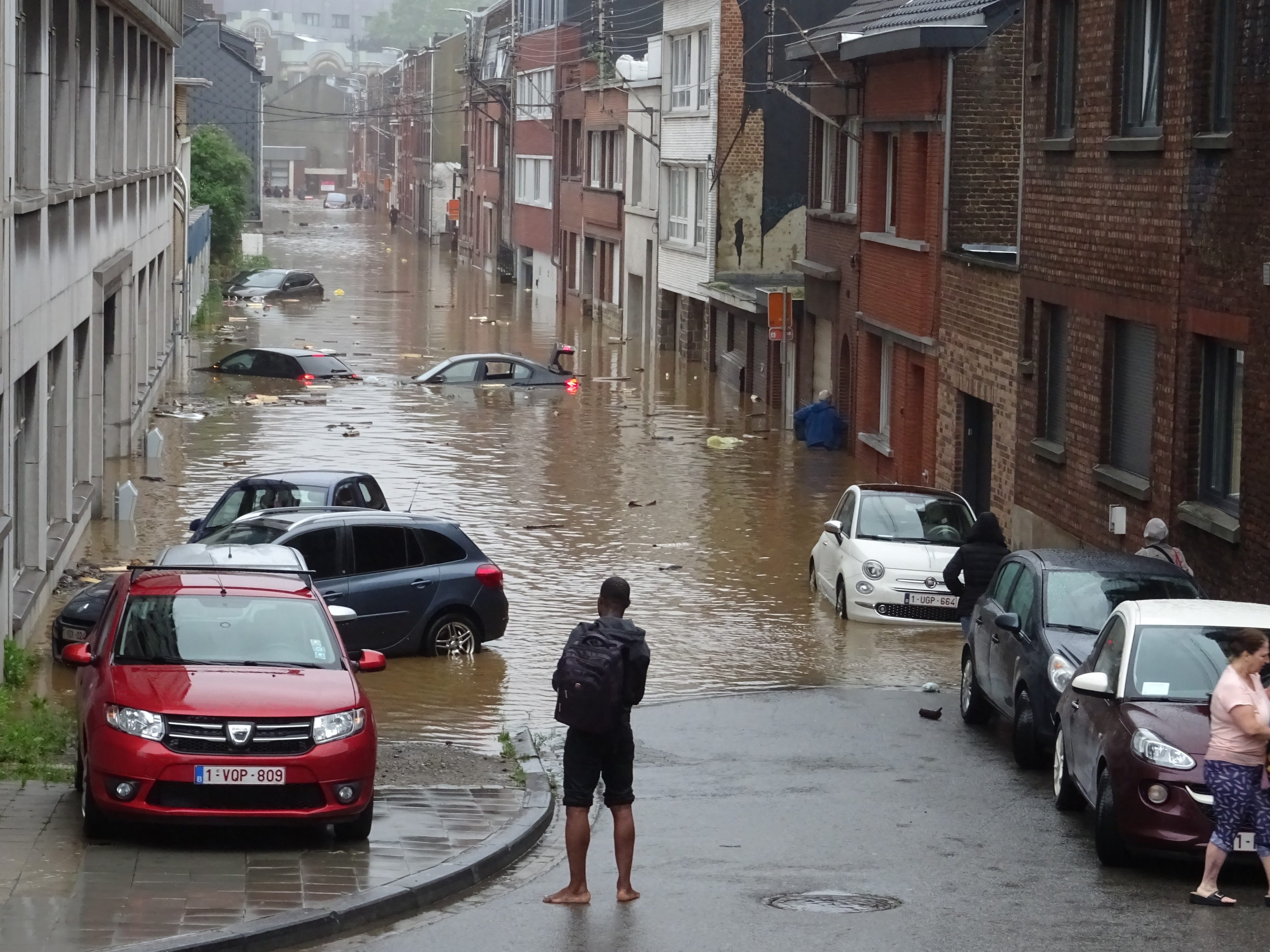
Strada Garde-Dieu din Liège în timpul inundațiilor din 15 iulie 2021.

Autoritățile din orașul Liège au solicitat tuturor celor care locuiesc pe malurile fluviului Meuse și râului Ourthe să-și părăsească locuințele și să se pună la adăpost. Poliția din oraș a patrulat zonele pentru a înlesni operațiunile de evacuare. Suplimentar, comercianților li s-a cerut să își închidă magazinele și restaurantele și să permită angajaților să se întoarcă în siguranță la casele lor..
În noaptea de miercuri spre joi, un echipaj cu 10 pompieri din Anvers s-a deplasat pentru a acorda asistență în provincia Liège. Din echipă făceau parte 5 scafandri, iar echipajul era dotat cu bărci și echipamente de salvare care să le permită să îi ajute pe militari să îi evacueze pe sinistrați din casele inundate sau să localizeze persoanele date dispărute..
La Comblain-la-Tour, 65 de copii și animatori polonezi au trebuit evacuați de armată pe 16 iulie 2021, după ce rămăseseră izolați de două zile.
Guvernatorul provinciei Liège a ordonat evacuarea locuitorilor de pe 11 străzi din orașul Limbourg înainte de ora 17:00.
O interdicție de circulație a fost decretată de primarul orașului Verviers, Muriel Targnion, pentru noaptea de 14 spre 15 iulie, precum și pentru cea de 15 spre 16 iulie, de la ora 21:00 la ora 06:00, cu scopul de a preveni jafurile în centrul orașului..
Franța a trimis și ea în provincia Liège echipe de protecție civilă, printre membrii acestora numărându-se 40 de salvatori din unitățile acvatice.
Un convoi de 103 de pompieri și 26 ambarcațiuni a fost trimis din Austria pentru a ajuta la punerea la adăpost a sinistraților din provincia Liège .
Agenția Federală pentru Control Nuclear a asigurat populația că „riscul de inundații în jurul centralei nucleare de la Tihange rămâne sub control și nu există un pericol imediat la adresa centralei nucleare”.

### În provincia Namur

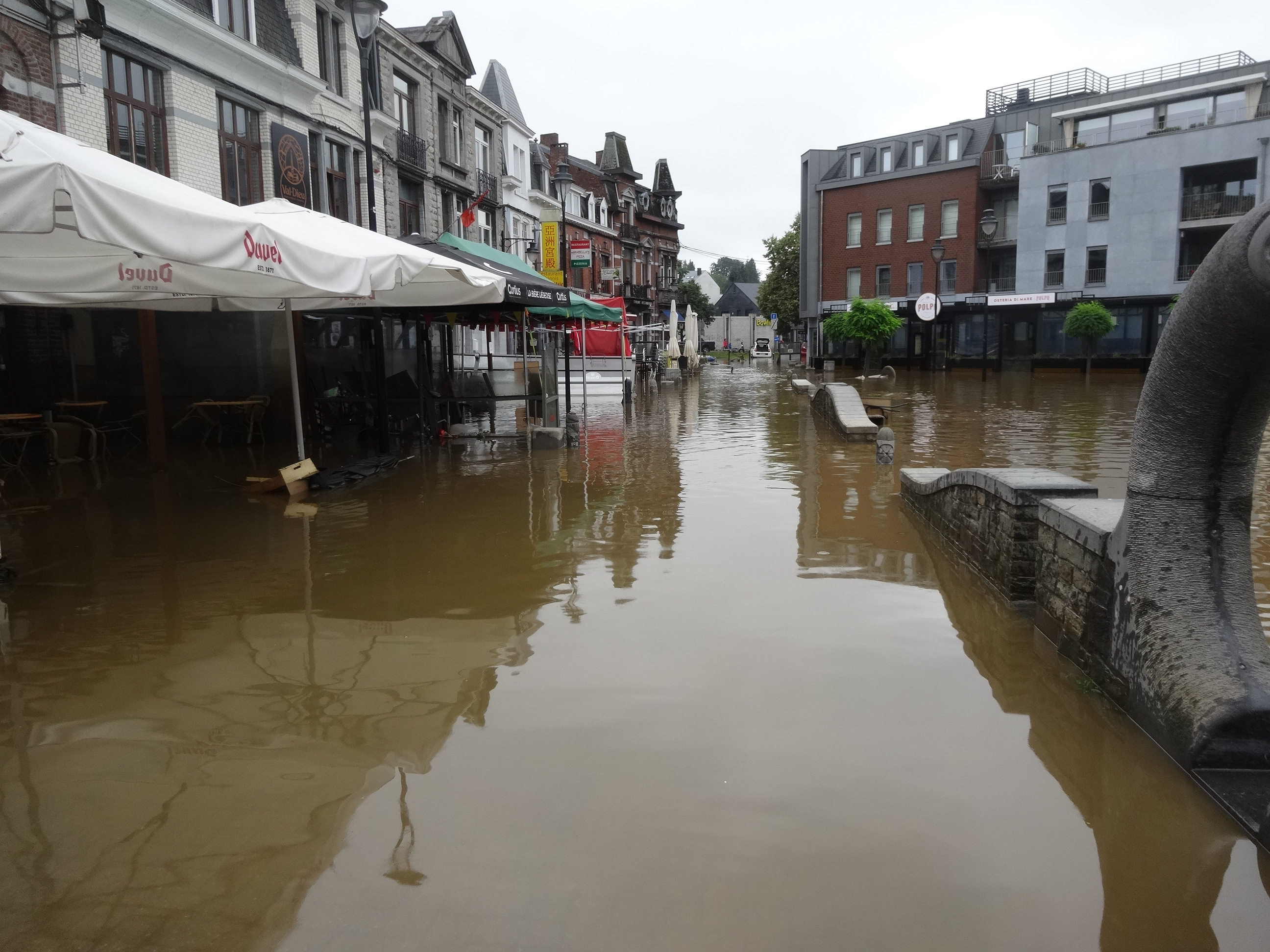
Inundații la Tilff, pe 16 iulie 2021.

Guvernatorul provinciei Namur a solicitat populației să rămână în case, la etajul acestora, acolo unde este posibil. Ca urmare a inundațiilor din provincie, 70 de tabere pentru tineret au trebuit evacuate.
În urma inundațiilor din orașul Walcourt, pompierii au ordonat evacuarea imediată. Sinistrații au fost transportați într-o clădire comunală aflată în siguranță.
Pe 24 iulie, provincia Namur a fost din nou afectată de precipitații violente, care au provocat inundații în comunele Dinant, Philippeville, Walcourt, Mettet și Florennes.

### În provincia Luxemburg
Primarul comunei Hotton a ordonat evacuarea tuturor locuitorilor. Oamenii au fost găzduiți în clădirile școlii comunale din Hotton, transformate în centru de criză.
Guvernatorul provinciei Luxemburg a cerut populației să rămână în case și să nu iasă decât dacă este absolut necesar.
O adolescentă în vârstă de 15 ani a fost dată dispărută după ce a căzut în râul Ourthe, iar poliția federală a declanșat imediat o operațiune de căutare. Trupul neînsuflețit al adolescentei a fost găsit apoi de un fermier local în apropierea satului Hampteau. Corpul ei a fost identificat pe 20 iulie.

### În provincia Brabantul Valon
Guvernatorul provinciei Brabantul Valon, Christophe Baes, a declanșat faza planului de urgență în jurul orei 10:55, joi, 15 iulie.
Parcul de distracții Walibi Belgium, situat în orașul Wavre, a fost obligat să își închidă porțile. Printr-un comunicat, administrația parcului a declarat: „Le dorim mult curaj celor care suferă și ei, precum Walibi, consecințele acestor precipitații”.
Primarul comunei Court-Saint-Étienne a ordonat evacuarea a 50 de locuitori, care au fost adăpostiți apoi în incinta clubului local de fotbal. Centrul de vaccinare împotriva COVID-19 a trebuit închis.

### În provincia Hainaut

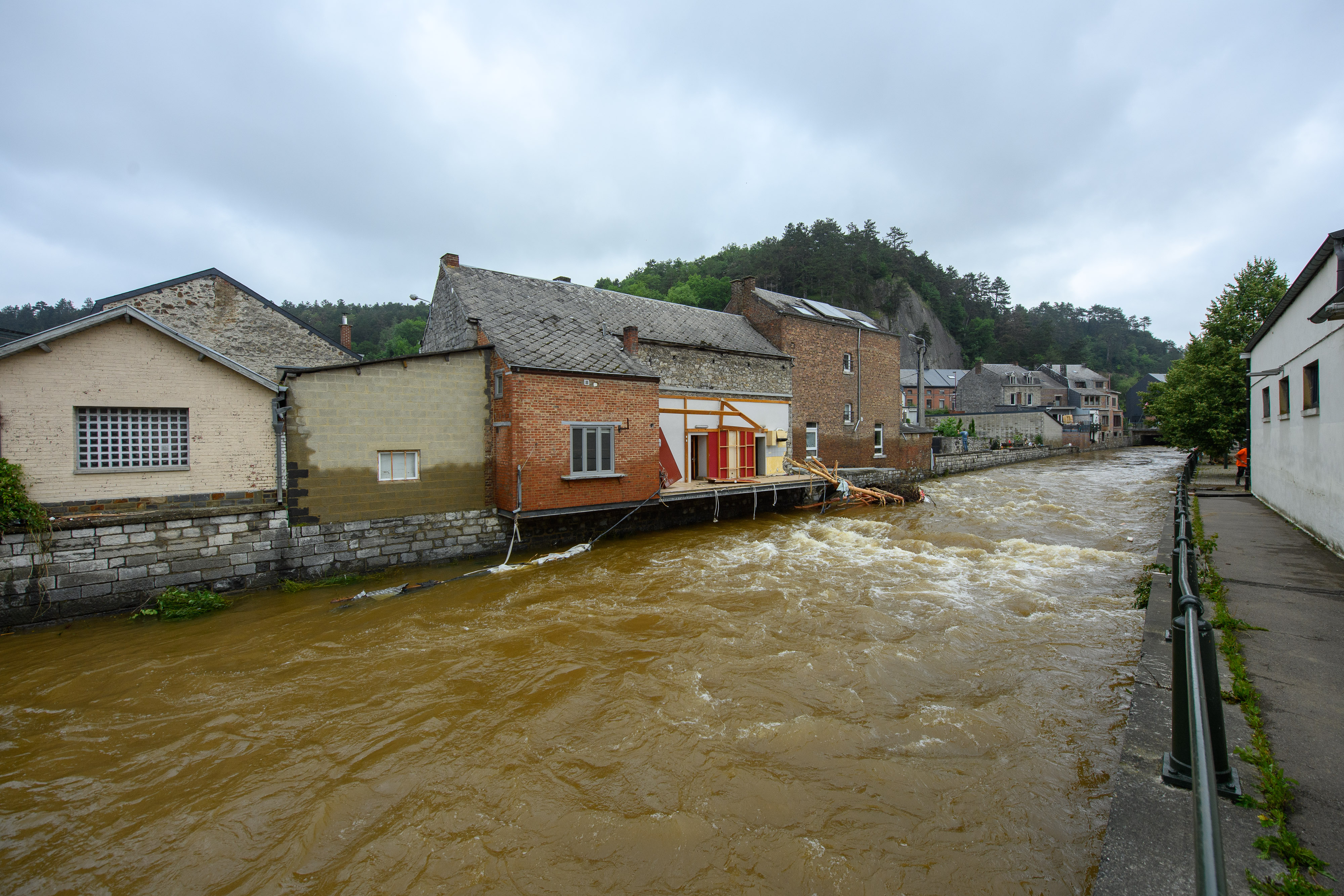
Case avariate de apele râului Wamme la Jemelle, un sector al orașului Rochefort.

Centrul de relaxare al orașului Charleroi a fost inundat și a trebuit închis. S-a estimat că redeschiderea sa ar putea să dureze până la două săptămâni.
La Forge-Philippe, o tabără de cercetași a fost inundată, impunându-se evacuarea a 80 de copii.
Inundații au avut loc și în comunele și localitățile Aiseau-Presles, Acoz, Bouffioulx, Châtelet, Ham-sur-Heure, Marbaix-la-Tour, Braine-le-Comte, Couillet și Maurage.
La Châtelet, un azil de bătrâni a trebuit evacuat.

### În provincia Limburg
Primarul din Lanaken, Marino Keulen, a ordonat evacuarea obligatorie a tuturor locuitorilor din Smeermaas și Herbricht.

### În Regiunea Capitalei Bruxelles
Mai multe tuneluri din orașul Bruxelles au fost închise ca urmare a inundațiilor survenite în capitală.

### În provincia Flandra de Vest
Provincia Flandra de Vest a fost în general ferită de inundații în perioada 13-16 iulie 2021, dar inundații serioase s-au produs la Nieuwpoort și Knokke pe 26 iulie. Campingul Kompas, în arondismentul Sint-Joris din Nieuwpoort, a fost și el inundat.

## Victime și pagube materiale

### Victime
Pe data de 19 iulie 2021, 36 de persoane erau confirmate decedate și alte aproximativ 70 de persoane erau date dispărute. Cifra de 36 de persoane a fost confirmată și pe 23 iulie, când s-a anuțat că toate persoanele decedate au fost identificate.
Șase persoane și-au pierdut viața în timpul inundațiilor de la Verviers. Un bărbat de 50 de ani din Aywaille s-a înecat în pivnița casei sale și alte două persoane au fost ucise la Eupen. O persoană a fost victima prăbușirii unui pod la Pepinster. O persoană și-a pierdut viața la Philippeville în timp ce încerca să înlăture crengile care obstrucționau gura de scurgere a unei canalizări pluviale. Cinci persoane și-au pierdut viața la Chaudfontaine, alte trei la Trooz și una la Angleur.

### Pagube materiale

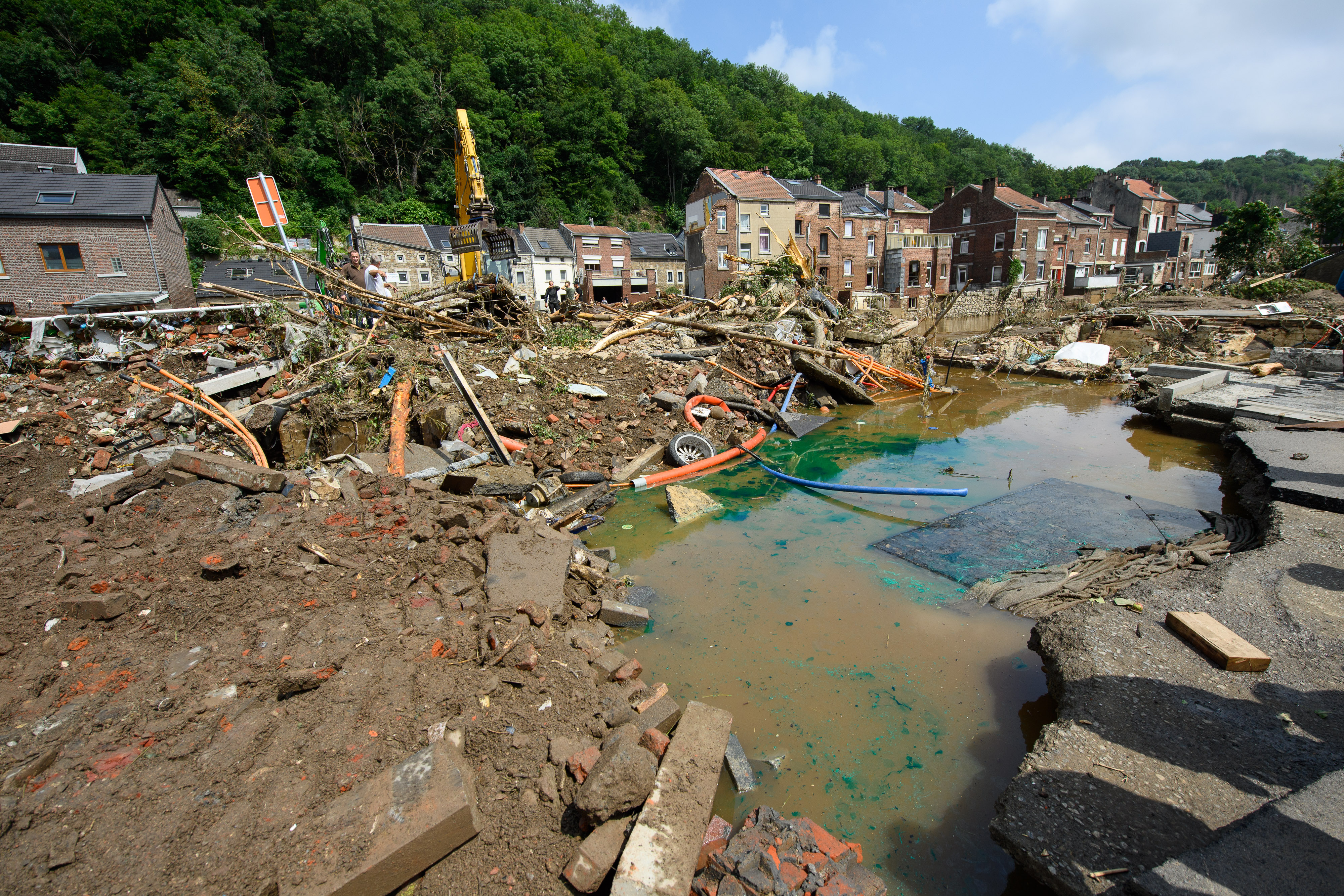
Distrugeri la Pepinster.

Peste 12 case situate pe malul râului Vesdre s-au prăbușit la Pepinster, în provincia Liège, una din ele chiar în timpul unui interviu televizat în direct cu primarul localității. O casă a fost complet distrusă la Rochefort, în timp ce altele, devenite instabile, au fost sigilate și s-a decis demolarea lor.
La Ensival, un sector al orașului Verviers, o casă a fost aproape complet distrusă. Municipalitatea a fost nevoită să demoleze o alta și a interzis accesul în circa 50 de locuințe aflate în stare de risc. Muriel Targnion, primarul orașului, a declarat că „probabil vom lua în considerarea demolarea altora, dar rămâne de confirmat”.
În provincia Namur, la Bouvignes, turnul Sainte-Barbe, monument istoric clasat datând din secolul al XIII-lea, s-a prăbușit. Vechile jgheaburi pluviale care traversau zidurile construcției s-au umplut rapid și au cauzat implozia structurii.
Sute de case și magazine au fost avariate în toate zonele afectate. Suplimentar, profitându-se de haosul și devastarea create de viituri, mai multe magazine au fost jefuite, cum a fost cazul la Verviers.
În sudul Belgiei, peste 21.000 de persoane erau lipsite de electricitate pe 16 iulie, conform companiei Ores, gestionarul rețelei de distribuție din Valonia. Un comunicat postat de Ores pe site-ul său mai informa și că peste 300 de posturi de transformare sunt inundate, iar „echipelor noastre le este imposibil să ajungă la ele”.

### Daune aduse infrastructurii

#### Șosele și tuneluri

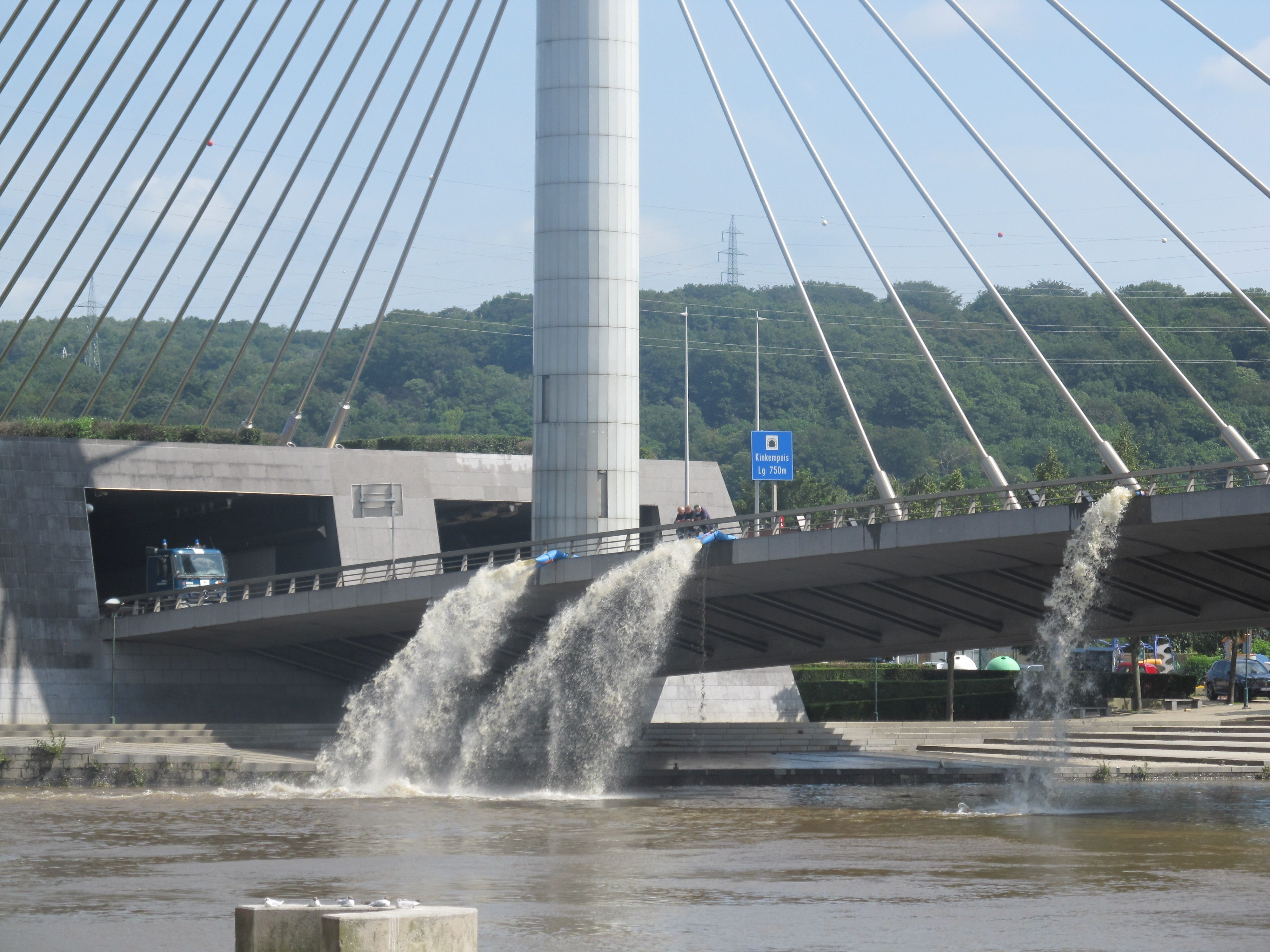
Echipe de intervenție din Liège evacuând apa din tunelul Kinkempois, complet inundat.

Numeroase obiective de infrastructură publică au suferit în urma inundațiilor. Un număr mare de șosele și autostrăzi, printre care drumurile naționale N4, N25, N86, N98, N99, N275, N652, N811, N911 și N921, drumurile europene E25, E40, E42 și E411, precum și autostrăzile A54 și A602, au trebuit total sau parțial închise.
De asemenea, autoritățile au fost obligate să închidă mai multe tuneluri din Liège și Bruxelles.

#### Căi ferate
Conform ministrului Mobilității, Georges Gilkinet, compania Infrabel a decis să închidă întreaga rețea feroviară din sudul țării. Doar câteva trenuri au putut fi imediat repuse în circulație, iar starea drumurilor nu a permis introducerea de autobuze pentru transbordare decât lunea următoare.
- Secțiunea Angleur - Verviers - Welkenraedt a liniei 37, precum și linia 44 (Pepinster - Spa) au suferit cele mai serioase daune, Infrabel estimând că lucrările de reconstrucție nu se vor încheia mai devreme de 30 august.[59]
- Linia 162, de la Namur la frontiera cu Luxemburgul, a fost întreruptă între gările Rochefort-Jemelle și Libramont. De altfel, circulația între Namur și Rochefort-Jemelle a fost reluată abia după trei zile, în timp ce redarea în funcțiune a întregii secțiuni a fost estimată pentru 9 august. La sud de gara Rochefort-Jemelle, un tren de pasageri gol a deraiat pe o porțiune de cale ferată devastată de ape.[60] Linia Athus–Meuse a rămas și ea impracticabilă între Anseremme și Bertrix.
- Linia 161, de la Bruxelles la Namur, a fost deteriorată în câteva zone situate între Ottignies și Namur, situație similară și pe linia 144, de la Gembloux la Jemeppe-sur-Sambre.
- Distrugerile cauzate de inundații liniei 43, între Angleur și Bomal, precum și liniei 42, de la Liège la Gouvy, nu au putut fi reparate mai devreme de 9 august. O situație asemănătoare a fost semnalată pe linia 40, între Visé și Maastricht, și pe linia 139, între Ottignies, Wavre și Weert-Saint-Georges.
- Linia 132, de la Charleroi la Couvin, complet inundată în unele locuri, a fost scoasă din funcțiune până pe 26 iulie.
- Liniile 125 și 130, de-a lungul cursurilor Meusei și respectiv Sambrei, între Liège, Namur și Charleroi, au fost inundate. Linia 147, între Fleurus și Tamines, respectiv linia 140, între Fleurus și Ottignies, au fost și ele avariate. Pe aceste patru linii, traficul feroviar a putut fi reluat la nivelul normal pe 19 iulie.[61]

#### Transport în comun
Compania valonă de transport în comun TEC a publicat o notificare cu privire la impactul inundațiilor asupra circulației autobuzelor și metroului, indicând că anumite porțiuni ale rețelei sunt impracticabile.
La Bruxelles, o porțiune a străzii Rogier traversată de șine de tramvai s-a surpat din cauza precipitațiilor.

#### Trafic fluvial

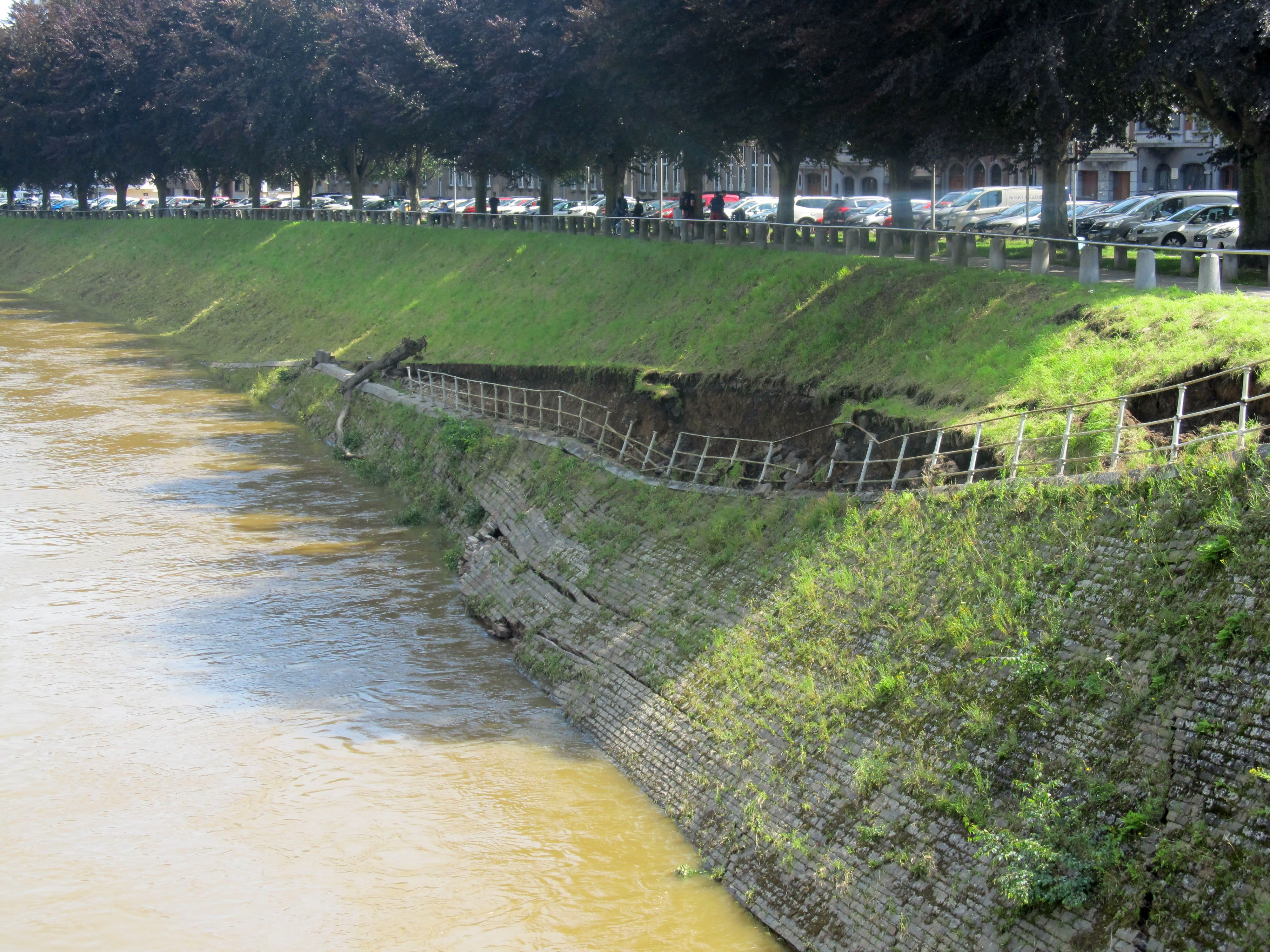
Dig surpat la Liège în urma inundațiilor de pe Ourthe.

Pe lângă obstrucția creată pe râuri și canale de copaci și de resturile de mari dimensiuni aduse de viituri, două șlepuri ancorate în portul de agrement din Liège s-au răsturnat din cauza curentului puternic și, după ce cablurile de ancoraj s-au rupt, s-au scufundat în fluviul Meuse. Conform autorităților portuare, „acest lucru va perturba navigația fluvială”.

#### Infrastructura sanitară
În mai multe comune, rețelele de distribuție a apei potabile au trebuit închise temporar, în urma întreruperii alimentării cu electricitate. A fost mai ales cazul comunei Sprimont din provincia Liège. Societatea Valonă a Apelor a asigurat însă că, „rezolvarea rămâne sub control”. Cu toate acestea, societatea a trebuit să aștepte ca distribuitorul de energie electrică ORES să restabilească alimentarea cu electricitate în regiune.
În afara întreruperii alimentării cu apă în numeroase comune, s-a pus și problema poluării. În locurile în care captarea era aproape de suprafață, apele subterane riscau să fie poluate de torenții care transportau aluviuni, dejecții și substanțe toxice. Societatea Valonă a Apelor a explicat: „Imediat ce constatăm o poluare oprim captarea, pentru a preveni pătrunderea în rețelele de distribuție”. 
41.000 de locuințe au rămas fără electricitate în sudul țării. În timp ce 40 de posturi de transformare au putut fi repornite, alte 289 erau încă lipsite de tensiune pe 16 iulie.

#### Telecomunicații
Ca urmare a intemperiilor, s-au produs numeroase perturbări ale rețelelor telefonice. Conform lui Coralie Miserque, purtătoarea de cuvânt a operatorului Telenet, 16 situri rămăseseră fără serviciu telefonic în provincia Liège pe 15 iulie. Instalațiile avariate de inundații erau în acel moment inaccesibile echipelor de intervenții.
Operatorul Proximus a raportat și el probleme critice în rețeaua fixă din regiunile Liège și Verviers, la Rochefort și la Eupen.
În ceea ce privește operatorul BASE, site-ul său de internet anunța că rețeaua acestuia era afectată parțial, în special în regiunile Liège și Verviers, precum și în comunele Eupen, Raeren, Rochefort și Marche-en-Famenne.

### Daune aduse serviciilor poștale
Compania Bpost a semnalat că, din cauza inundațiilor, serviciile poștale din numeroase comune sinistrate au trebuit întrerupte.

### Daune comerciale
Lanțul de magazine de alimentație generală Carrefour a publicat un comunicat prin care explica faptul că un număr mare de magazine sunt inaccesibile și puternic avariate. Localizarea acestor magazine a fost disponibilă pe site-ul web al companiei.

## Solidaritate și reacții oficiale
Încă la începutul inundațiilor, ministrul-președinte valon, Elio Di Rupo, a solicitat o reuniune de urgență în care s-a decis deblocarea sumei de 2,5 milioane € către provinciile cele mai afectate, Liège, Namur și Luxemburg. Banii urmau să fie folosiți de comunele devastate de inundații pentru a finanța intervențiile urgente. Guvernatorii provinciilor amintite urmau să furnizeze guvernului valon liste ale comunelor aflate cel mai în nevoie, pentru ca banii să fie vărsați cât mai rapid posibil.
Ministrul federal de Interne, Annelies Verlinden, a declanșat faza federală de urgență ca urmare a inundațiilor. Ea a declarat: „Este îngrozitor”, „oare ce pot simți persoanele care, atât de brusc, au pierdut totul? Situația este extrem de serioasă. Gândurile noastre se îndreaptă către victime”. Prim-ministrul federal, Alexander de Croo, și-a exprimat și el „susținerea față de toate persoanele care suferă din cauza acestei catastrofe”.
Numeroși deputați aleși în regiunile afectate și-au declarat susținerea. „E teribil. E o catastrofă. Așa ceva nu e normal”, a declarat Raoul Hedebouw de la partidul PTB. Mélissa Hanus, deputată a Partidului Socialist, a declarat: „Salut munca titanică a serviciilor de urgență”.
Numeroase persoane anonime au decis să-și deschidă porțile pentru a găzdui sinistrați. Au fost create nenumărate grupuri și pagini Facebook pentru ajutorarea acestora. Municipalitatea Neupré a pus la dispoziția victimelor dezastrului un spațiu pentru a-și depozita donațiile primite.
Mai multe țări au acordat susținerea lor prin intermediul mecanismului european de protecție civilă. Ajutorul din partea Franței, Austriei, Italiei și Luxemburgului a fost acceptat imediat.
Ca urmare a inundațiilor survenite, operatorii de telecomunicații au decis acordarea unor oferte comerciale sinistraților. Proximus a oferit 50 GB de date clienților săi sinistrați, Voo a oferit 25 GB de date, iar Orange 5 GB de date.
O zi de doliu național a fost declarată pentru data de 20 iulie 2021.
În urma inundațiilor, marile lanțuri de supermagazine au decis să sară și ele în ajutorul victimelor. Rețeaua de magazine Lidl a hotărât să doneze 500.000 € Crucii Roșii belgiene și bunuri în valoare de alte 100.000 €. Magazinele Delhaize au donat și ele 1 milion de € și au trimis suplimentar 10.000 de pachete alimentare și 22.000 de litri de apă în zonele sinistrate. Lanțul Carrefour a organizat o acțiune de solidaritate, invitându-și clienții să rotunjească sumele de pe bonurile fiscale, banii rezultați fiind colectați și vărsați în contul Crucii Roșii belgiene. Suplimentar, compania a donat 70 de paleți de alimente. Lanțul de magazine Aldi a vărsat 100.000 € în contul Crucii Roșii belgiene. Firma mamă a Aldi Belgia a anunțat și ea că va oferi 500.000 € pentru victimele inundațiilor din Germania, Țările de Jos și Belgia. Grupul Colruyt a trimis în regiunile afectate două camioane cu cutii de conserve și produse de igienă.

## Relocări
La Stavelot, Centrul Public pentru Acțiune Socială a început să centralizeze toate solicitările sinistraților, pentru a-i putea reloca cât mai rapid, în funcție de nevoile fiecăruia.
La Durbuy, primarul Philippe Bontemps a pus la dispoziție sinistraților hotelul Mont des Pins din Bomal și a declarat: „Administrarea este asigurată de orașul Durbuy. Turiștii evacuați din hoteluri și care nu au putut să se întoarcă acasă sunt găzduiți în incinta școlii comunității franceze din Bomal”.

## Critici

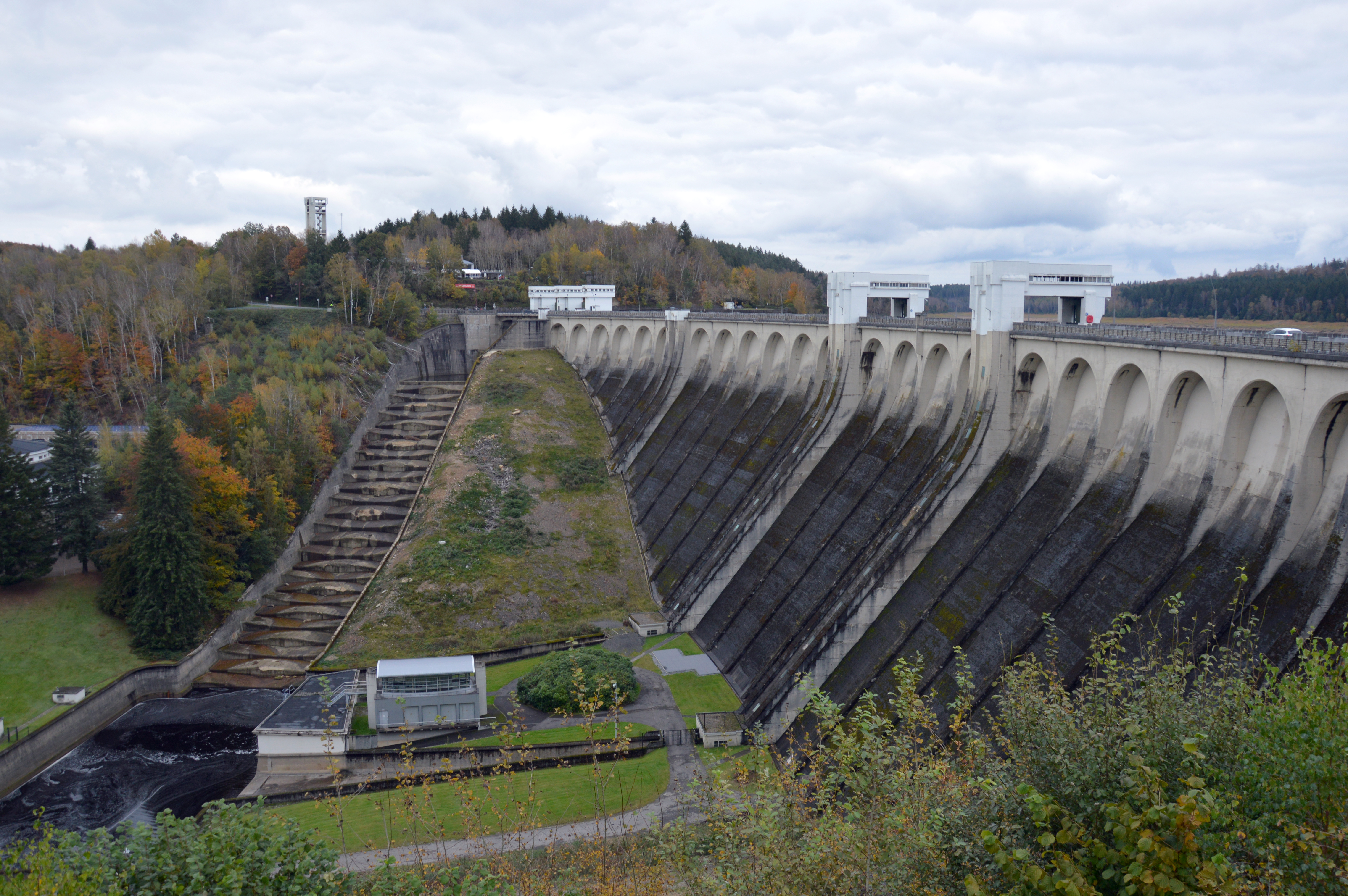
Barajul Weser.

Damien Ernst, profesor la Facultatea de Științe Aplicate a Universității din Liège, și Muriel Targnion, primarul orașului Verviers, au susținut că barajul Weser ar fi trebuit golit în mod preventiv, iar populația avertizată. Mai precis, pe 10 iulie, Sistemul European de Avertizare în Caz de Inundații (EFAS) a avertizat Belgia privind un înalt risc de inundații catastrofale. Publicația POLITICO a obținut o copie a unei astfel de alerte, emisă de EFAS pe 12 iulie și trimisă către serviciile de stat belgiene. Alerta avertiza că râul Ourthe, un afluent care se varsă în Meuse la Liège, era pe punctul de a produce inundații majore începând de a doua zi la prânz și până la miezul nopții de joi, 15 iulie. Alerta estima o posibilitate de 49% ca inundațiile să aibă o probabilitate de depășire de o dată la 20 de ani.
Lacul de acumulare al barajului Weser are o capacitate de 25 de milioane de m3 de apă și era pe jumătate plin. Directorul barajului, Fabian Docquier, a declarat unui ziar local că, după două veri secetoase, autoritățile au reacționat cu circumspecție la ideea golirii lui preventive pentru a scădea presiunea cauzată de viitoarele precipitații. De asemenea, previziunile institutului de meteorologie al Belgiei anunțau trei zile cu 150 mm de precipitații pe m2 în întreaga provincie Liège, cantitate care putea fi absorbită de baraj.. Dacă barajul ar fi fost golit preventiv chiar și la un debit de 30 m3/s, orașul Eupen, situat în aval de baraj, ar fi fost inundat, ceea ce, conform prognozelor meteo, nu părea necesar în acel moment.
Totuși, cantitățile de precipitații au depășit cu mult previziunile, iar în următoarele 48 de ore alți 13,4 milioane de m3 de apă s-au adăugat volumului existent în baraj, generând oficialilor belgieni temerea că acesta s-ar putea rupe. Miercuri, 14 iulie, autoritățile au decis deversarea treptată a apei în râul Vesdre, inițial la un debit de 5 m3/s, apoi 10 m3/s, iar în jurul orelor 23:00 deversarea a atins 45 m3/s, suficient pentru a inunda localitățile din aval. Practic, de la orele 17:00 ale zilei de 14 iulie, vanele barajului au fost deschise pentru a permite evacuarea întregului debit de apă venit din amonte, barajul încetându-și temporar rolul de retenție. În timpul nopții de miercuri, 14 iulie, spre joi, barajul a deversat până la 150 m3 de apă pe secundă. Drept urmare, între orele 03:00 și 04:00 ale zilei de joi, 15 iulie, Eupen, Dolhain, Verviers, Pepinster (inundat și de râul Hoëgne) și alte localități situate în lungul râului Vesdre, precum Nessonvaux, Fraipont, Trooz, Chaudfontaine, Vaux-sous-Chèvremont și sectoarele Chênée și Angleur ale orașului Liège, au fost grav inundate.
Ca urmare a criticilor survenite, Philippe Henry, ministrul valon al Climatului, Infrastructurii, Energiei și Mobilității, a solicitat SPW să publice în maxim 24 de ore toate informațiile referitoare la datele sistemului european de alertă EFAS. Ministrul a mai anunțat și că va comanda o analiză independentă privind gestionarea rețelei hidrografice, ale cărei concluzii vor fi disponibile până la sfârșitul verii. Un colectiv de cetățeni a solicitat și deschiderea unei anchete judiciare.

## Caracteristici meteorologice

### Precipitații
Conform website-ului meteobelgique.be, cantitățile de precipitații căzute în cele câteva zile din luna iulie au fost printre cele mai grave din ultimul secol. În fapt, precipitațiile au atins 160 l/m2 pe 14 iulie 2021, respectiv 120 l/m2 pe 15 iulie 2021. În cele 48 de ore de ploi continue, la Jalhay au căzut 271,5 l/m2 de precipitații, 217,1 l/m2 la Spa, 192,4 l/m2 la Mont-Rigi și 189 l/m2 la Neu-Hattlich. Spre comparație, precipitațiile căzute timp de 48 de ore în 1996 au atins 183,4 l/m2 la Hombourg, 150,3 l/m2 la Merendree, 144,5 l/m2 la Wingene și 136,8 l/m2 la Overijse.
În opinia profesorului și meteorologului Robert Vilmos, episodul ploios din iulie 2021 îl depășeste pe cel din august 1996 atât ca intensitate, dar și ca suprafață afectată. Conform lui Vilmos, inundațiile care au devastat porțiuni mari de teritoriu sunt strâns legate de încălzirea globală, nefiind normal ca în plină lună iulie, cu temperaturi de 16-17°C, să apară astfel de situații meteorologice.

### Vântul și depresiunea atmosferică
Conform climatologului Sébastien Doutreloup, începând aproximativ cu anul 2015, în perioadele de vară vântul bate în special dinspre sud sau dinspre nord. Acest lucru ar explica de ce perioadele de caniculă sau furtunile durează mai mult.
De la începutul verii anului 2021, circulația atmosferică a fost caracterizată de un blocaj anticiclonic deasupra Europei de Nord și de Est, care a deviat către sud o serie de mase de aer rece sau cupole de aer rece și instabil. O depresiune atmosferică ce s-a format deasupra Atlanticului de Nord, la câteva sute de kilometri sud-vest de Islanda, a sporit în intensitate pe 12 iulie deasupra Regatului Unit și a traversat Europa de Vest în zilele următoare. Deplasarea lentă a acestui sistem a favorizat ploi abundente și prelungite, cauzate de aspirarea aerului cald și umed de deasupra Mediteranei, și a generat o vastă zonă ploioasă deasupra Beneluxului și vestului Germaniei.